# Grand Prix automobile de Turquie 2009
GP précédent GP suivant
Le Grand Prix automobile de Turquie 2009 (2009 Formula 1 ING Turkish Grand Prix), disputé sur le circuit d'Istanbul Park le 7 juin 2009, est la 810e épreuve du championnat du monde de Formule 1 courue depuis 1950 et la septième manche du championnat 2009.

## Essais libres

### Vendredi matin

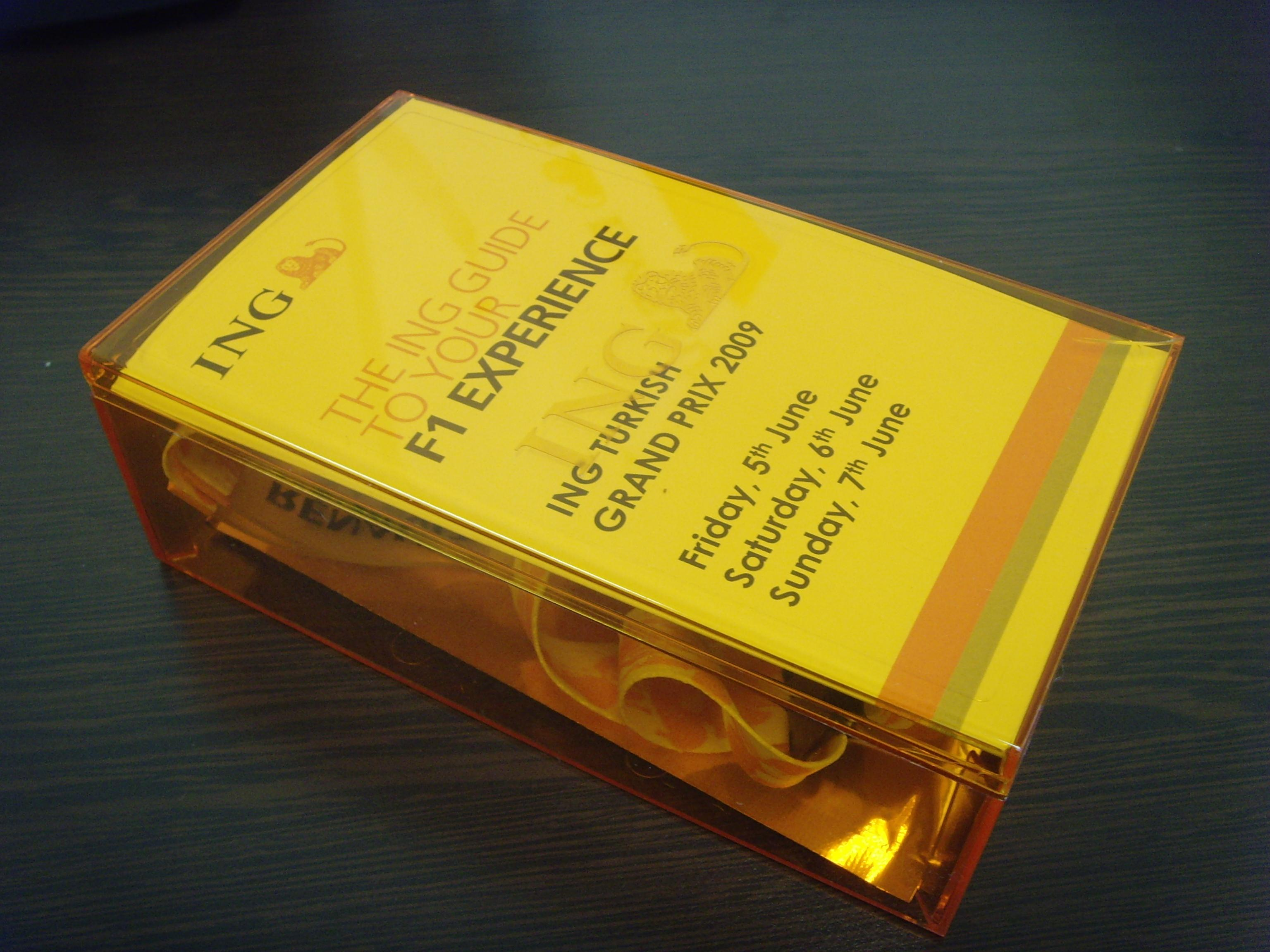
Package d'accès au Grand Prix de Turquie 2009

| Pos | Pilote           | Voiture          | Chrono         | Écart     |
| --- | ---------------- | ---------------- | -------------- | --------- |
| 1   | Nico Rosberg     | Williams-Toyota  | 1 min 28 s 952 |           |
| 2   | Lewis Hamilton   | McLaren-Mercedes | 1 min 29 s 263 | + 0 s 311 |
| 3   | Jarno Trulli     | Toyota           | 1 min 29 s 271 | + 0 s 319 |
| 4   | Sebastian Vettel | Red Bull-Renault | 1 min 29 s 337 | + 0 s 385 |
| 5   | Felipe Massa     | Ferrari          | 1 min 29 s 342 | + 0 s 390 |
| 6   | Kazuki Nakajima  | Williams-Toyota  | 1 min 29 s 371 | + 0 s 419 |

### Vendredi après-midi
| Pos | Pilote            | Voiture          | Chrono         | Écart     |
| --- | ----------------- | ---------------- | -------------- | --------- |
| 1   | Heikki Kovalainen | McLaren-Mercedes | 1 min 28 s 841 |           |
| 2   | Fernando Alonso   | Renault          | 1 min 28 s 847 | + 0 s 006 |
| 3   | Robert Kubica     | BMW Sauber       | 1 min 29 s 056 | + 0 s 215 |
| 4   | Kazuki Nakajima   | Williams-Toyota  | 1 min 29 s 091 | + 0 s 250 |
| 5   | Sebastian Vettel  | Red Bull-Renault | 1 min 29 s 202 | + 0 s 361 |
| 6   | Jarno Trulli      | Toyota           | 1 min 29 s 207 | + 0 s 366 |

### Samedi matin
| Pos | Pilote             | Voiture         | Chrono         | Écart     |
| --- | ------------------ | --------------- | -------------- | --------- |
| 1   | Felipe Massa       | Ferrari         | 1 min 27 s 983 |           |
| 2   | Jarno Trulli       | Toyota          | 1 min 28 s 022 | + 0 s 039 |
| 3   | Timo Glock         | Toyota          | 1 min 28 s 094 | + 0 s 111 |
| 4   | Kazuki Nakajima    | Williams-Toyota | 1 min 28 s 122 | + 0 s 139 |
| 5   | Robert Kubica      | BMW Sauber      | 1 min 28 s 320 | + 0 s 337 |
| 6   | Rubens Barrichello | Brawn-Mercedes  | 1 min 28 s 332 | + 0 s 349 |

## Grille de départ
| Pos | Pilote                | Écurie               | Qualifications 1 | Qualifications 2 | Qualifications 3 | Poids des monoplaces |
| --- | --------------------- | -------------------- | ---------------- | ---------------- | ---------------- | -------------------- |
| 1   | Sebastian Vettel      | Red Bull-Renault     | 1 min 27 s 330   | 1 min 27 s 016   | 1 min 28 s 316   | 649,5 kg             |
| 2   | Jenson Button         | Brawn-Mercedes       | 1 min 27 s 355   | 1 min 27 s 230   | 1 min 28 s 421   | 655,5 kg             |
| 3   | Rubens Barrichello    | Brawn-Mercedes       | 1 min 27 s 371   | 1 min 27 s 418   | 1 min 28 s 579   | 652,5 kg             |
| 4   | Mark Webber           | Red Bull-Renault     | 1 min 27 s 466   | 1 min 27 s 416   | 1 min 28 s 613   | 656,0 kg             |
| 5   | Jarno Trulli          | Toyota               | 1 min 27 s 529   | 1 min 27 s 195   | 1 min 28 s 666   | 652,0 kg             |
| 6   | Kimi RäikkönenSREC    | Ferrari              | 1 min 27 s 556   | 1 min 27 s 387   | 1 min 28 s 815   | 658,0 kg             |
| 7   | Felipe MassaSREC      | Ferrari              | 1 min 27 s 508   | 1 min 27 s 349   | 1 min 28 s 858   | 654,0 kg             |
| 8   | Fernando Alonso       | Renault              | 1 min 27 s 988   | 1 min 27 s 473   | 1 min 29 s 075   | 644,5 kg             |
| 9   | Nico Rosberg          | Williams-Toyota      | 1 min 27 s 517   | 1 min 27 s 418   | 1 min 29 s 191   | 660,0 kg             |
| 10  | Robert Kubica         | BMW Sauber           | 1 min 27 s 788   | 1 min 27 s 455   | 1 min 29 s 357   | 664,0 kg             |
| 11  | Nick Heidfeld         | BMW Sauber           | 1 min 27 s 795   | 1 min 27 s 521   |                  | 681,5 kg             |
| 12  | Kazuki Nakajima       | Williams-Toyota      | 1 min 27 s 691   | 1 min 27 s 629   |                  | 680,4 kg             |
| 13  | Timo Glock            | Toyota               | 1 min 28 s 160   | 1 min 27 s 795   |                  | 689,0 kg             |
| 14  | Heikki KovalainenSREC | McLaren-Mercedes     | 1 min 28 s 199   | 1 min 28 s 207   |                  | 665,0 kg             |
| 15  | Adrian Sutil          | Force India-Mercedes | 1 min 28 s 278   | 1 min 28 s 391   |                  | 668,5 kg             |
| 16  | Lewis HamiltonSREC    | McLaren-Mercedes     | 1 min 28 s 318   |                  |                  | 696,5 kg             |
| 17  | Nelsinho Piquet       | Renault              | 1 min 28 s 582   |                  |                  | 689,6 kg             |
| 18  | Sébastien Buemi       | Toro Rosso-Ferrari   | 1 min 28 s 708   |                  |                  | 686,5 kg             |
| 19  | Giancarlo Fisichella  | Force India-Mercedes | 1 min 28 s 717   |                  |                  | 688,5 kg             |
| 20  | Sébastien Bourdais    | Toro Rosso-Ferrari   | 1 min 28 s 918   |                  |                  | 701,0 kg             |

Notes: 
- Les pilotes prenant part aux essais avec le SREC sont signalés par la mention SREC.

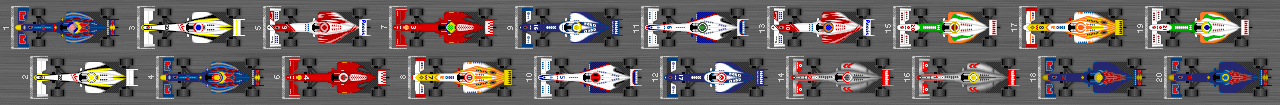
La grille de départ du Grand Prix.

## Course

### Déroulement de l'épreuve

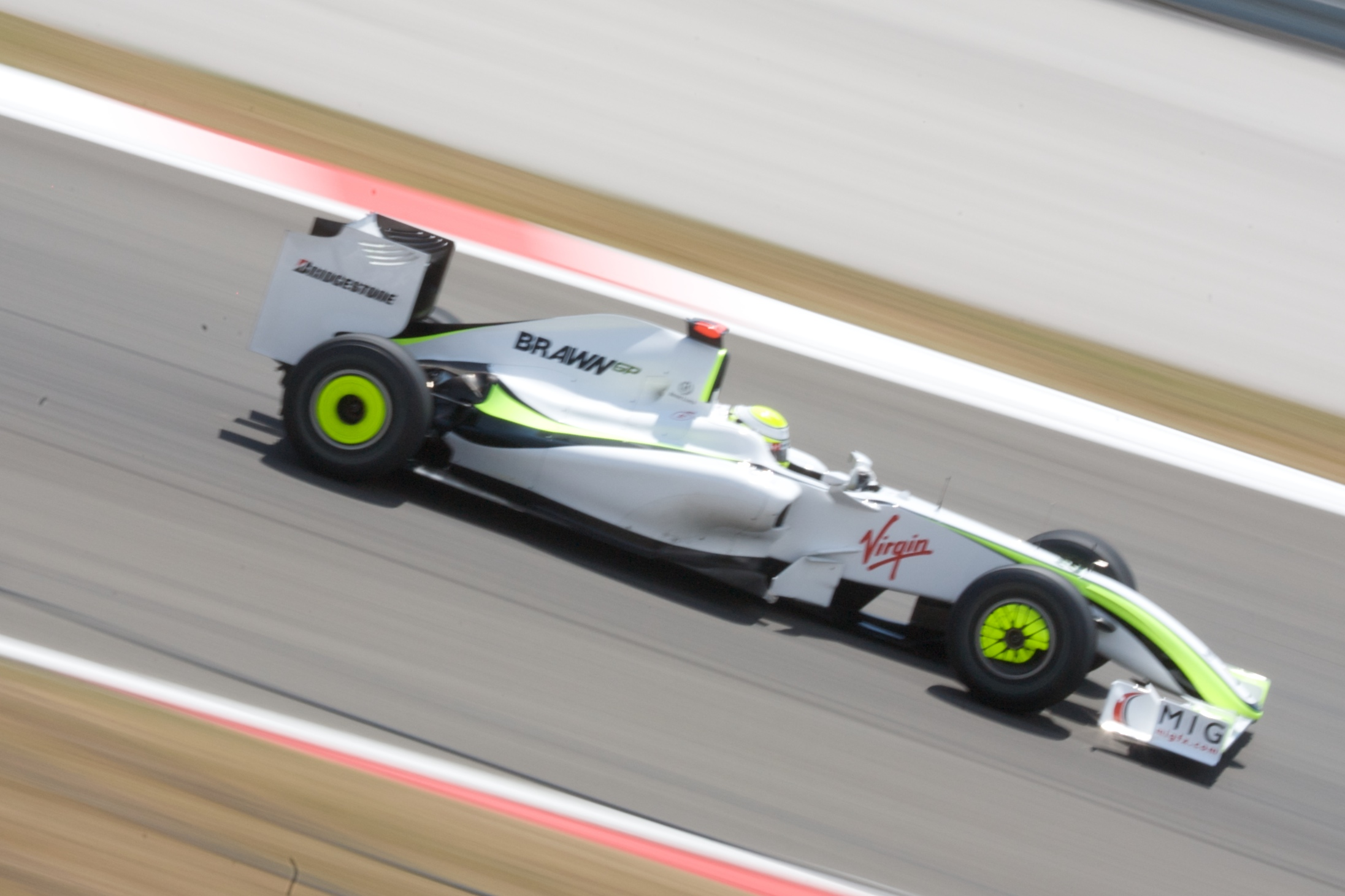
Jenson Button signe son sixième succès de la saison

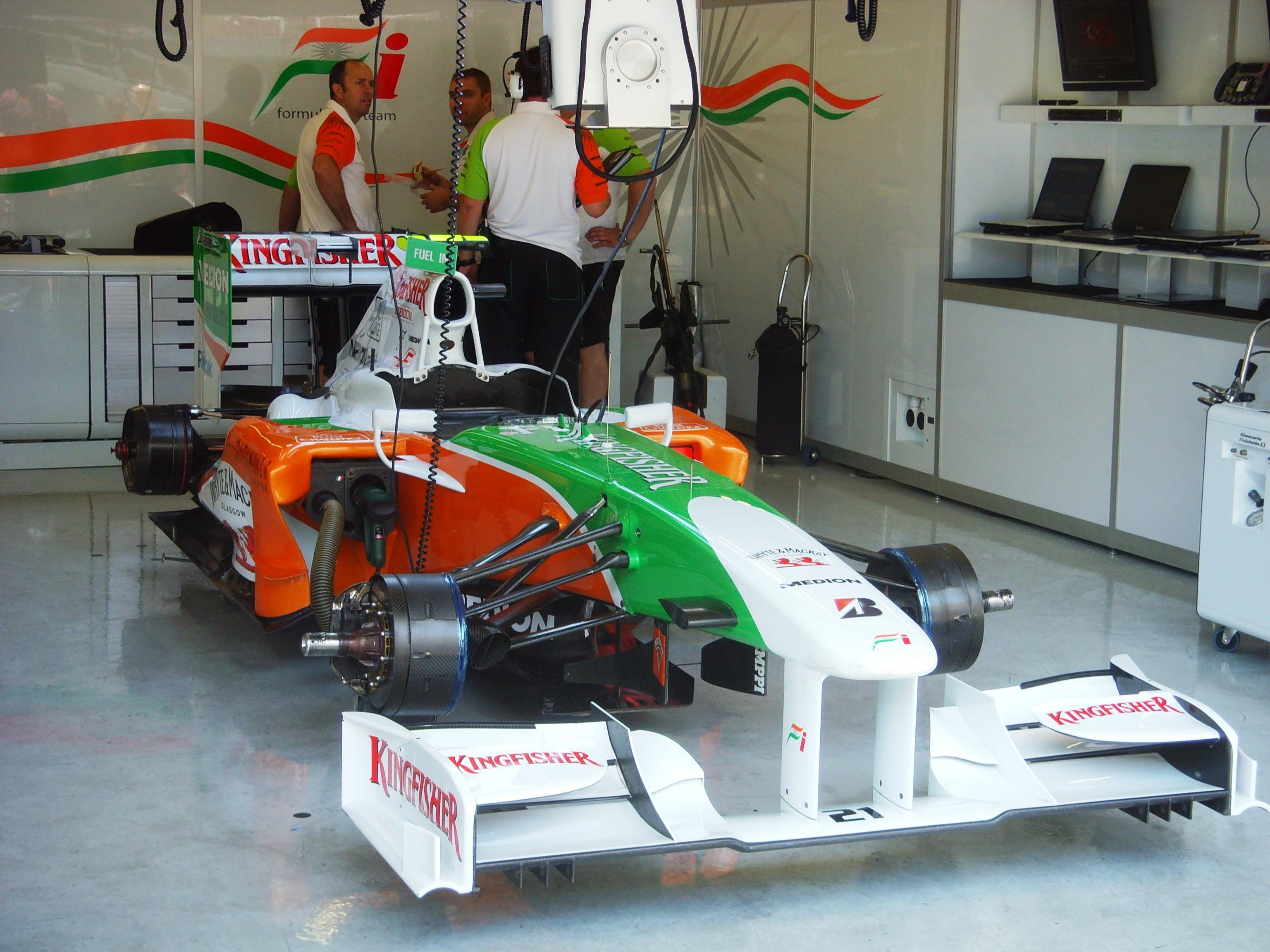
La Force India de Fisichella ne parcourut que 4 tours en course sur le circuit d'Istanbul Park

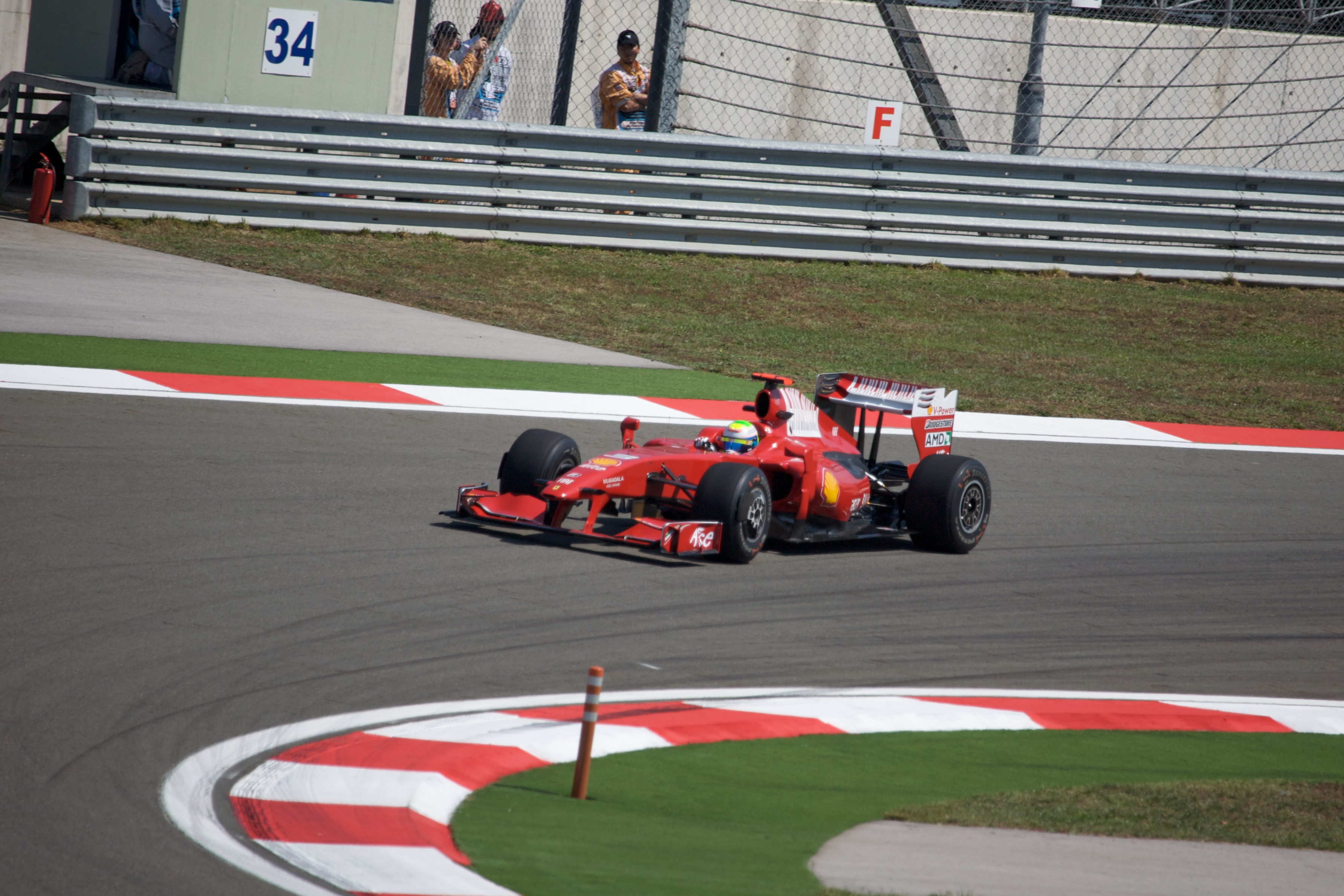
Felipe Massa inscrit trois points en Turquie

Au départ du Grand Prix, disputé sous une météo estivale (température supérieure à 30° dans l’air et approchant les 50° sur la piste), les Red Bull de Sebastian Vettel, en pole position, et de Mark Webber, troisième, occupent le côté propre de la piste tandis que les Brawn de Jenson Button et de Rubens Barrichello, respectivement second et quatrième, se placent sur la partie plus poussiéreuse. 
À l’extinction des feux, Vettel et Button conservent les deux premières places et sont suivis par Jarno Trulli et Webber : Barrichello a complètement raté son envol, causant une légère pagaille dans le peloton où les pilotes jouent des roues pour trouver leur place. Nico Rosberg profite de la confusion pour se placer en cinquième position devant Felipe Massa et Fernando Alonso.
Peu après, Button profite d’un léger écart de trajectoire de Vettel pour prendre la tête de la course. Au premier passage, Button devance donc Vettel, Webber, Trulli, Rosberg, Massa, Alonso et Kubica. Derrière le Polonais, Kimi Räikkönen, en délicatesse avec sa Ferrari victime d’un déséquilibre aérodynamique après la bousculade du départ, cède peu à peu du terrain et devance Kazuki Nakajima, Heikki Kovalainen et Barrichello qui ne pointe qu'en 12e position. 
Webber parvient sans trop de difficulté à maintenir sa place devant Trulli et garde le contact avec son coéquipier qui compte rapidement plusieurs secondes de retards sur Button alors que Giancarlo Fisichella regagne, dès le 4e tour, ses stands pour abandonner sur souci technique. Au septième tour, Barrichello livre une rude empoignade à Kovalainen pour le gain de la 11e place, empoignade qui se solde par un accrochage lors d'une tentative de dépassement. Si Kovalainen parvient à poursuivre sa route, Rubens effectue un tête-à-queue et endommage son aileron avant. Il repart en 17e position puis, dans sa tentative de remontée, s'accroche avec Adrian Sutil au 13e tour : les dégâts sur l’aileron avant de la Brawn contraignent Barrichello à regagner les stands prématurément. 
Au 10e tour, Button devance Vettel de 4 secondes, Webber de 9 s, Trulli de 12 s, Rosberg de 15 s, Massa de 17 s, Alonso de 20 s, Kubica et Räikkönen de 23 s et Nakajima de 26 secondes.
Après 15 tours, Alonso et Vettel, ouvrent le bal des ravitaillements. Deux tours plus tard, Button s'arrête à son tour, Webber stoppant au 18e passage. Button récupère alors la première place, devant Vettel à moins de 5 secondes. Grâce à un long premier relais, Kubica hérite un instant de la 3e place devant Webber. Mais Vettel est sur une stratégie à trois arrêts contre deux à Button et doit réduire l’écart sur le leader : il revient au contact de la Brawn à l’issue du 23e tour sans réussir à prendre l'avantage. 
À la mi-course Vettel repasse pour la seconde fois par les stands pour un rapide arrêt ravitaillement laissant Button seul en tête avec une quinzaine de secondes d'avance sur Webber. Sebastian ressort en 3e position suivi de Rosberg, Trulli, Massa, Nakajima, Kubica, Alonso et Glock. Après 38 tours, Button fait figure de leader solide avec une avance de 19 secondes sur Webber, de 27 s sur Vettel, de 33 s sur Rosberg. La dernière vague d’arrêts aux stands (la seconde pour la plupart des pilotes mais la troisième pour Vettel) permet à Jenson Button de conforter sa position et de décrocher un nouveau succès, le 6e de l'année en sept épreuves. 
Webber et Vettel se partagent les deux autres marches du podium ce qui permet à Red Bull Racing de reprendre 4 points à Brawn GP, Barrichello n'inscrivant aucun point à la suite de son abandon au 47e tour. Trulli se classe quatrième de la course devant Rosberg, Massa, Kubica et Glock.

### Classement de la course
| Pos  | No | Pilote                | Écurie               | Tours | Temps/Abandon                      | Grille | Points |
| ---- | -- | --------------------- | -------------------- | ----- | ---------------------------------- | ------ | ------ |
| 1    | 22 | Jenson Button         | Brawn-Mercedes       | 58    | 1 h 26 min 24 s 848 (214,823 km/h) | 2      | 10     |
| 2    | 14 | Mark Webber           | Red Bull-Renault     | 58    | + 6 s 714                          | 4      | 8      |
| 3    | 15 | Sebastian Vettel      | Red Bull-Renault     | 58    | + 7 s 461                          | 1      | 6      |
| 4    | 9  | Jarno Trulli          | Toyota               | 58    | + 27 s 843                         | 5      | 5      |
| 5    | 16 | Nico Rosberg          | Williams-Toyota      | 58    | + 31 s 539                         | 9      | 4      |
| 6    | 3  | Felipe MassaSREC      | Ferrari              | 58    | + 39 s 996                         | 7      | 3      |
| 7    | 5  | Robert Kubica         | BMW Sauber           | 58    | + 46 s 247                         | 10     | 2      |
| 8    | 10 | Timo Glock            | Toyota               | 58    | + 46 s 959                         | 13     | 1      |
| 9    | 4  | Kimi RäikkönenSREC    | Ferrari              | 58    | + 50 s 246                         | 6      |        |
| 10   | 7  | Fernando Alonso       | Renault              | 58    | + 1 min 02 s 420                   | 8      |        |
| 11   | 6  | Nick Heidfeld         | BMW Sauber           | 58    | + 1 min 04 s 327                   | 11     |        |
| 12   | 17 | Kazuki Nakajima       | Williams-Toyota      | 58    | + 1 min 06 s 376                   | 12     |        |
| 13   | 1  | Lewis HamiltonSREC    | McLaren-Mercedes     | 58    | + 1 min 20 s 454                   | 16     |        |
| 14   | 2  | Heikki KovalainenSREC | McLaren-Mercedes     | 57    | + 1 tour                           | 14     |        |
| 15   | 12 | Sébastien Buemi       | Toro Rosso-Ferrari   | 57    | + 1 tour                           | 18     |        |
| 16   | 8  | Nelsinho Piquet       | Renault              | 57    | + 1 tour                           | 17     |        |
| 17   | 20 | Adrian Sutil          | Force India-Ferrari  | 57    | + 1 tour                           | 15     |        |
| 18   | 11 | Sébastien Bourdais    | Toro Rosso-Ferrari   | 57    | + 1 tour                           | 20     |        |
| Abd. | 23 | Rubens Barrichello    | Brawn-Mercedes       | 47    | Boîte de vitesses                  | 3      |        |
| Abd. | 21 | Giancarlo Fisichella  | Force India-Mercedes | 4     | Casse moteur                       | 19     |        |

- Les pilotes prenant part au Grand Prix avec le SREC sont signalés par la mention SREC.

### Pole position et record du tour
- Pole position :  Sebastian Vettel (Red Bull-Renault) en 1 min 28 s 316 (217,591 km/h). Le meilleur temps des qualifications a également été réalisé par Sebastian Vettel, lors de la Q2, en 1 min 27 s 016.
- Meilleur tour en course :  Jenson Button (Brawn-Mercedes) en 1 min 27 s 579 (219,422 km/h) au 40e tour.

### Tours en tête
- Jenson Button (Brawn-Mercedes) : 57 tours (1-17 / 19-58)
- Mark Webber (Red Bull-Renault) : 1 tour (18)

## Classements généraux à l'issue de la course
| Pos | Pilote             | Écurie             | Points |
| --- | ------------------ | ------------------ | ------ |
| 1   | Jenson Button      | Brawn-Mercedes     | 61     |
| 2   | Rubens Barrichello | Brawn-Mercedes     | 35     |
| 3   | Sebastian Vettel   | Red Bull-Renault   | 29     |
| 4   | Mark Webber        | Red Bull-Renault   | 27,5   |
| 5   | Jarno Trulli       | Toyota             | 19,5   |
| 6   | Timo Glock         | Toyota             | 13     |
| 7   | Nico Rosberg       | Williams-Toyota    | 11,5   |
| 8   | Felipe Massa       | Ferrari            | 11     |
| 9   | Fernando Alonso    | Renault            | 11     |
| 10  | Kimi Räikkönen     | Ferrari            | 9      |
| 11  | Lewis Hamilton     | McLaren-Mercedes   | 9      |
| 12  | Nick Heidfeld      | BMW Sauber         | 6      |
| 13  | Heikki Kovalainen  | McLaren-Mercedes   | 4      |
| 14  | Sébastien Buemi    | Toro Rosso-Ferrari | 3      |
| 15  | Robert Kubica      | BMW Sauber         | 2      |
| 16  | Sébastien Bourdais | Toro Rosso-Ferrari | 2      |

| Pos | Écurie             | Points |
| --- | ------------------ | ------ |
| 1   | Brawn-Mercedes     | 96     |
| 2   | Red Bull-Renault   | 56,5   |
| 3   | Toyota             | 32,5   |
| 4   | Ferrari            | 20     |
| 5   | McLaren-Mercedes   | 13     |
| 6   | Williams-Toyota    | 11,5   |
| 7   | Renault            | 11     |
| 8   | BMW Sauber         | 8      |
| 9   | Toro Rosso-Ferrari | 5      |

## Statistiques
- 3e pole position de sa carrière pour Sebastian Vettel.
- 2e pole position pour Red Bull Racing.
- 7e victoire de sa carrière pour Jenson Button.
- 6e victoire pour Brawn en tant que constructeur.
- 73e victoire pour Mercedes en tant que motoriste.
- 7e podium pour son septième Grand Prix pour l'écurie Brawn.
- Jenson Button signe sa quatrième victoire consécutive. Une telle performance n'avait plus été réalisée depuis les victoires de Fernando Alonso aux Grand Prix d'Espagne, de Monaco, de Grande-Bretagne et du Canada en 2006.
- 35e arrivée consécutive parmi les pilotes classés et 27e arrivée consécutive en recevant le drapeau à damier pour Nick Heidfeld qui établit deux nouveaux records.
- À la suite de l'abandon de Rubens Barrichello, Jenson Button est désormais le seul pilote à avoir inscrit des points à l'occasion de tous les Grands Prix depuis le début de la saison.